# 述脫
述脱（？—668年），高句丽末年将领。
述脱为高句丽軍主。668年（高句丽宝藏王二十七年、新罗文武王八年、唐高宗总章元年），新罗协助唐朝灭亡高句丽。漢山州少監朴京漢在平壤城内击杀述脱，居功第一。十月二十二日，新罗军回国后，賜金庾信为太大角干，金仁问为大角干。朴京漢与蛇川戰功第一的大幢少監本得、平壤城大門戰功第一的黑嶽令宣極，三人授位一吉飡，賜租一千石。